# Distrito de Hualmay
El distrito de Hualmay es uno de los doce que conforman la provincia de Huaura, ubicada en el departamento de Lima en el Perú. Su jurisdicción está en su mayoría urbanizada y es parte de la conurbación de la ciudad de Huacho.
Dentro de la división eclesiástica de la Iglesia Católica del Perú, pertenece a la Diócesis de Huacho

## Toponimia
La palabra Hualmay fue mencionada por primera vez en 1584 como "ayllu de Gualmay". No se sabe en que período del tiempo cambia la letra g por la h.

## Historia

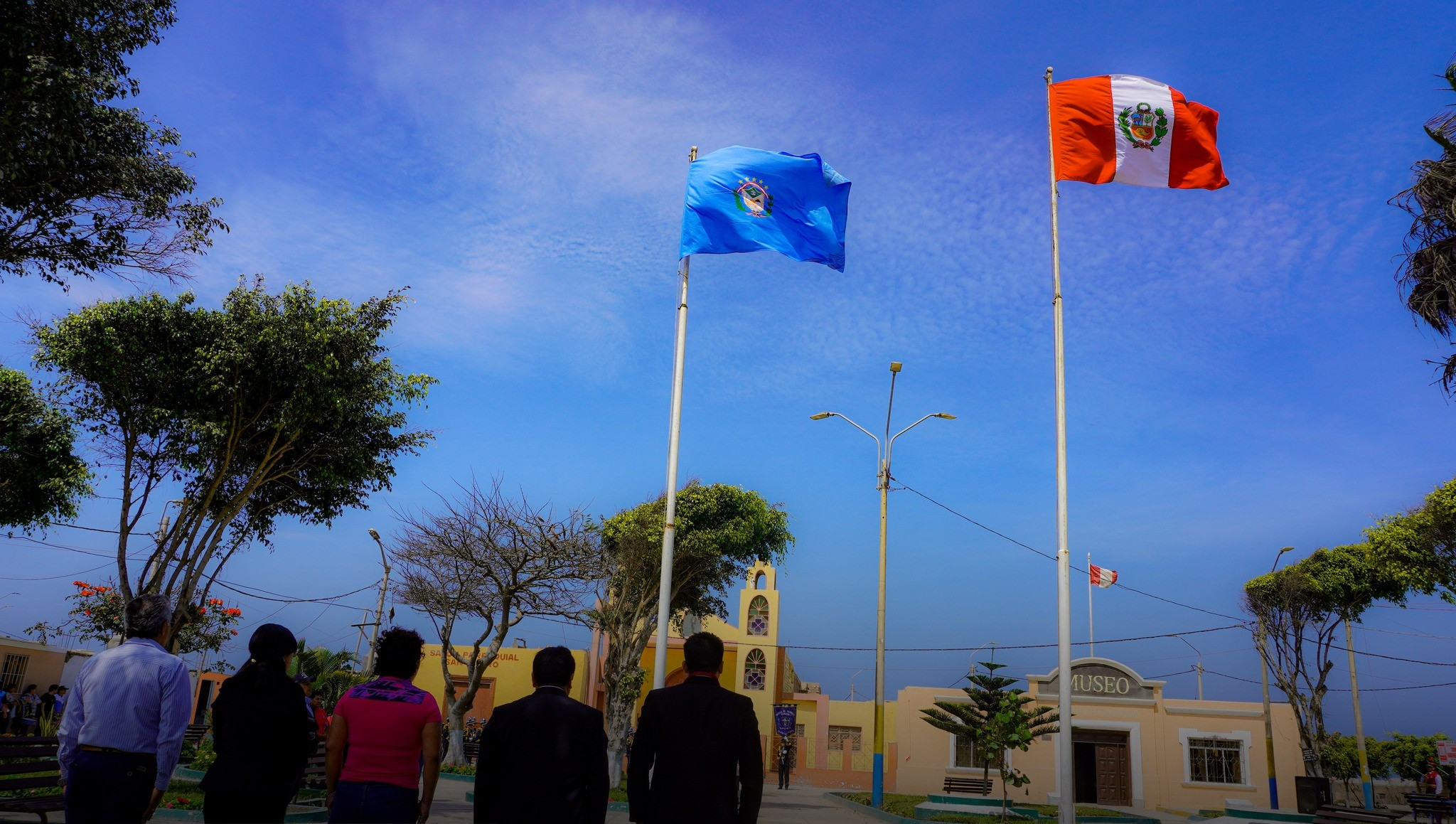
Acto cívico en la plaza Mayor.

El pueblo de Hualmay, se encuentra ubicado en la margen izquierda del río Huaura, a 150 km de la capital de la República y a 32 m. sobre el nivel del mar. Este antiguo y fértil territorio existe oficialmente como Distrito desde el año 1918, pero su origen poblacional se remonta a tiempos inmemoriales. Las primeras poblaciones según opiniones de arqueólogos de renombres, podrían haberse instalado hace más de 5,000 años, existiendo una civilización contemporánea a Caral. Habría habido un fuerte vínculo entre la existencia de Bandurria, Végueta con su Dios Vichama, y Hualmay. En la época precolombina se desarrolló una civilización; la cultura Chancay, la misma que se desarrolló en el Valle de Huaura y al parecer su centro civilizatorio habría sido Hualmay, en la que ahora se denominan “Las Huacas” que son monumentos piramidales sobre la que habrían pasado distintas civilizaciones al expandir su área de influencia, como la mochica, Chavin y la Inca. La cultura Chancay se desarrolló sobre las áreas que ahora son provincias de Huaura y Huaral. En el Incanato, era una aldea y caleta de pescadores y agricultores, habitado por indígenas yungas, y es probable por los mitimaes sureños (quechuas) que llegaron por mandato del Emperador Pachacútec, cuando se produjo la incorporación de esta parte del Norte al Imperio de Tahuantínsuyo. Al llegar los españoles a este lugar, por primera vez hallaron a sus pobladores agrupados en ayllus dispersos. GUALMAY la comunidad nativa se hallaba bajo el mando de un cacique y este del curaca principal (Expediente C-4599-1775 Manuscritos Biblioteca Nacional de Lima). En 1584 el ayllu de GUALMAY era gobernado por don GONZALO GUAMAN PAYCO, principal y cacique de los indios del valle Huaura y Huacho, así lo hizo saber al Virrey don Francisco de Toledo. Según Enrique Torres Saldamando, en su obra indicada, la encomienda de "GUALMAY" (Huacho), en el año de 1581, tenía 240 naturales que pagaban 909 pesos por concepto de tributo al gobierno (Cabildos de Lima. Tomo 1 p. 440).
En un documento sobre la tributación de los ayllus de Huacho, del 17 de diciembre de 1806, GUALMAY debe pagar siete pesos y cinco reales por cada indio originario con tierras En 1600 la hacienda de Carquín tenía 70 fanegadas, en poder del Capitán don Juan Bayón de Campomanes. Pero pertenecían a la Comunidad de San Bartolomé de Huacho. En 1658, el Juez visitador de tierras, Fray Diego Miguel de Salazar, ordenó la devolución de dicho predio a la comunidad autóctona de GUALMAY; pero se impone la codicia de los Capitanes de Pizarro y se hace dueño de estas tierras doña Isabel Centellas Viuda de Ojeda.
A partir de 1764 Hualmay pertenece a la Parroquia de Huacho anota el Padre Fray Jordán Rodríguez, lo mismo refiere Córdova Urrutia en 1744. En 1776 el Dr. Berardo Balmando servía como cura, y en 1820, lo era el Dr. Gregorio Mier - cura y vicario.
El general San Martín, cuando llega a Huacho, que comprende Hualmay, nombró Cura interino al Dr. José Manrique López de Huacho.
Entre los Principales el ayllu de Carquin fue Martín Caxa y Gonzalo Guaman Paico de Hualmay en 1583, Blas de Candelaria en 1808 (Expediente 12520. Manuscritos. BibL Nac. Lima) En la Historia Republicana pertenece a la antigua Provincia de Chancay integrando el Departamento de la Costa, conforme con el Reglamento Provisional del 1821, expedido en la Vía de Huaura por el generalísimo José de San Martín incorporada al Departamento de Lima por Ley del 4 de noviembre de 1823, a la "FIDELÍSIMA VILLA" de Huacho, por Ley del Congreso del 16 de abril de 1828, promulgada por el presidente José de la Mar; a la capital de la Provincia por Decreto del 23 de enero de 1866 y a la ciudad de Huacho por ley del 10 de noviembre de 1874. Ahora pertenece a la Provincia de Huaura por Ley N.º 24886 del 6 de noviembre de 1988. Hualmay no fue ajeno a la gesta Libertadora del General José de San Martín, su territorio Carquín - Hualmay, Pescadores y Agricultores de este pueblo, se unieron al Libertador a su paso por estas tierras el 12 de noviembre de 1820. En la ocupación del litoral Huachano y sus tierras costeras los campesinos de Hualmay contribuyeron a la expulsión de los chilenos por el año 1879 en la Contienda Bélica Perú – Chile.
El distrito fue creado mediante Ley n.º 2918 del 6 de diciembre de 1918, dado por el presidente de la República José Pardo y Barreda. En 1919 se instala el primer Consejo Municipal siendo Alcalde el ciudadano Pedro P. Herrera.

## Geografía
Abarca una superficie de 5,81 km².

## División administrativa

### Centros poblados
- Urbanos
  - Hualmay, con 26 780 hab.
- Rurales
  - Truchero
  - Carrizal
  - Carquín Chico

## Autoridades

### Municipales
- 2023 - 2026
  - Alcalde: Reynaldo Francisco Cherrepano Manrique, Patria Joven
- 2019 - 2022
  - Alcalde: Sandra Fiorella Churrango Valdivia, del Movimiento Concertación para el Desarrollo Regional(CDR).
- 2015 - 2018[3]
  - Alcalde: Críspulo Eddie Jara Salazar, del Movimiento Concertación para el Desarrollo Regional (CDR).
  - Regidores:  Sandra Fiorella Churrango Valdivia (CDR), Carlos Acuña Guillén (CDR), Geovana Florencia Giraldo Alejo (CDR), Víctor Hugo Romero Ávila (CDR), Sonia Milagros Cárdenas González (CDR), Lauro Helge Zúñiga Rojas (Alianza para el Progreso), Marín Edgar Palacios Mejía (Fuerza Popular).
- 2011 - 2014[4][5]
  - Alcalde:
  - Regidores: Flores Ignacio Calderón Carrasco (CDR), Sandra Fiorella Churrango Valdivia (CDR), Luis Alberto Quiche Estupiñán (CDR), Geovana Florencia Giraldo Alejo (CDR), Carlos Acuña Guillén (CDR), Reynaldo Francisco Cherrepano Manrique (Fonavistas del Perú), Víctor Hugo Romero Ávila (Alianza para el Progreso).
- 2007 - 2010
  - Alcalde: Críspulo Eddie Jara Salazar.

### Policiales
- Comisaría de Huacho
  - Comisario: Cmdte. PNP. Silvestre Santamaría Obando.[6]

### Religiosas
- Diócesis de Huacho[7]
  - Obispo de Huacho: Mons. Antonio Santarsiero Rosa, OSI.
- Parroquia Sagrada Familia[8]
  - Párroco: Pbro. Juan Fernández.